# Volta às Comarcas de Lugo
A Volta às Comarcas de Lugo (em galego : Vuelta ás Comarcas de Lugo) é uma corrida de ciclismo por etapas que se desenvolve na comarca de Lugo na Galiza. Criada em 2008, é disputada unicamente por amadores.

## Palmarés
| Ano  | Ganhador       | Segundo                  | Terceiro                |
| ---- | -------------- | ------------------------ | ----------------------- |
| 2008 | Ángel Vallejo  | Víctor Cabedo            | Rubén García Pérez      |
| 2009 | Carlos Oyarzún | Rafael Rodríguez Segarra | Antonio García González |
| 2010 | Carlos Oyarzún | Vladimir Shchekunov      | Mikel Filgueira         |
| 2011 | José Belda     | Sergey Belykh            | Raúl García de Mateos   |
| 2012 | Josep Betalu   | José de Segovia          | Darío Gadeo             |
| 2013 | Miguel Gómez   | Vicente García de Mateos | Raúl García de Mateos   |
| 2014 | Pedro Merino   | Alberto Galego           | José de Segovia         |